# Березовец (Вологодская область)
Березовец — упразднённая деревня в Бабаевском районе Вологодской области.
Входит в состав Володинского сельского поселения, с точки зрения административно-территориального деления — в Володинский сельсовет.
Расстояние по автодороге до районного центра Бабаево — 13 км, до центра муниципального образования деревни Володино — 5 км. Ближайшие населённые пункты — Великово, Володино, Переходно.
По данным переписи в 2002 году постоянного населения не было.
Упразднена 2 мая 2020 года.